# Segon Temple
El Segon Temple (en hebreu : בֵּית־הַמִּקְדָּשׁ הַשֵּׁנִי, Bēṯ hamMīqdāš hašŠēnī, traducció. "Segona Casa del Sant"), després conegut com el Temple d'Herodes, va ser el Temple de Jerusalem entre el 516 aC i el 70 aC. Va substituir el temple de Salomó, que se suposa que va ser construït al mateix lloc abans de la seva destrucció per l'Imperi neobabilònic durant el setge babilònic de Jerusalem al c.  587 aC. La construcció del Segon Temple va començar un temps després que l'Imperi Neobabilònic fos conquerit per l'Imperi Persa aquemènida; va seguir una proclamació del rei persa Cir el Gran que va posar fi a la captivitat de Babilònia i va iniciar el retorn a Sió. En la història jueva, la finalització del Segon Temple al Judà persa marca el començament del període del Segon Temple.
Segons la Bíblia, el Segon Temple era originàriament una estructura relativament modesta construïda per jueus que havien tornat de l'exili a Babilònia sota l'autoritat del governador nomenat pels perses Zorobabel, net del penúltim rei judaïta Jeconies. No obstant això, durant el regnat d'Herodes el Gran sobre el Regne d'Herodes de Judea, va ser completament renovat; l'estructura original va ser reformada en els grans edificis i façanes que són més reconeguts en models moderns recreats.
Després de romandre durant aproximadament 586 anys, el Segon Temple va ser destruït per l'Imperi Romà durant el setge romà de Jerusalem l'any 70 dC.

## Narració bíblica

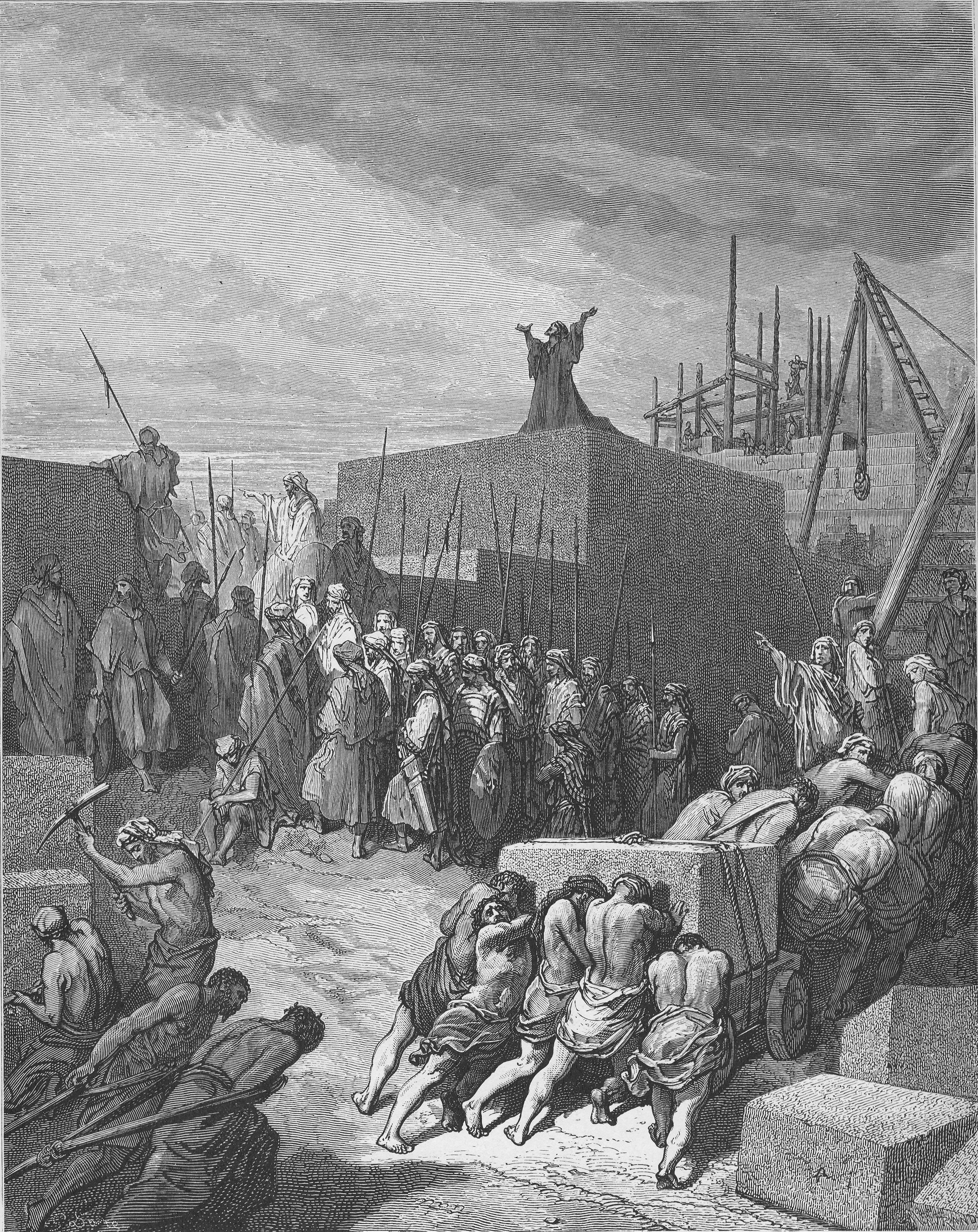
Reconstrucció del temple (il·lustració de Gustave Doré de La Sainte Bible de 1866)

L'ascens de Cir el Gran a l'Imperi aquemènida l'any 559 aC va fer possible el restabliment de la ciutat de Jerusalem i la reconstrucció del Temple. Alguns sacrificis rituals rudimentaris havien continuat al lloc del primer temple després de la seva destrucció. Segons els versos finals del segon llibre de les Cròniques i els llibres d'Esdres i Nehemies, quan els exiliats jueus van tornar a Jerusalem després d'un decret de Cir el Gran (1:1-4, 2Cr 36:22-23), la construcció va començar al lloc original de l'altar del temple de Salomó. Aquests esdeveniments representen la secció final de la narració històrica de la Bíblia hebrea.

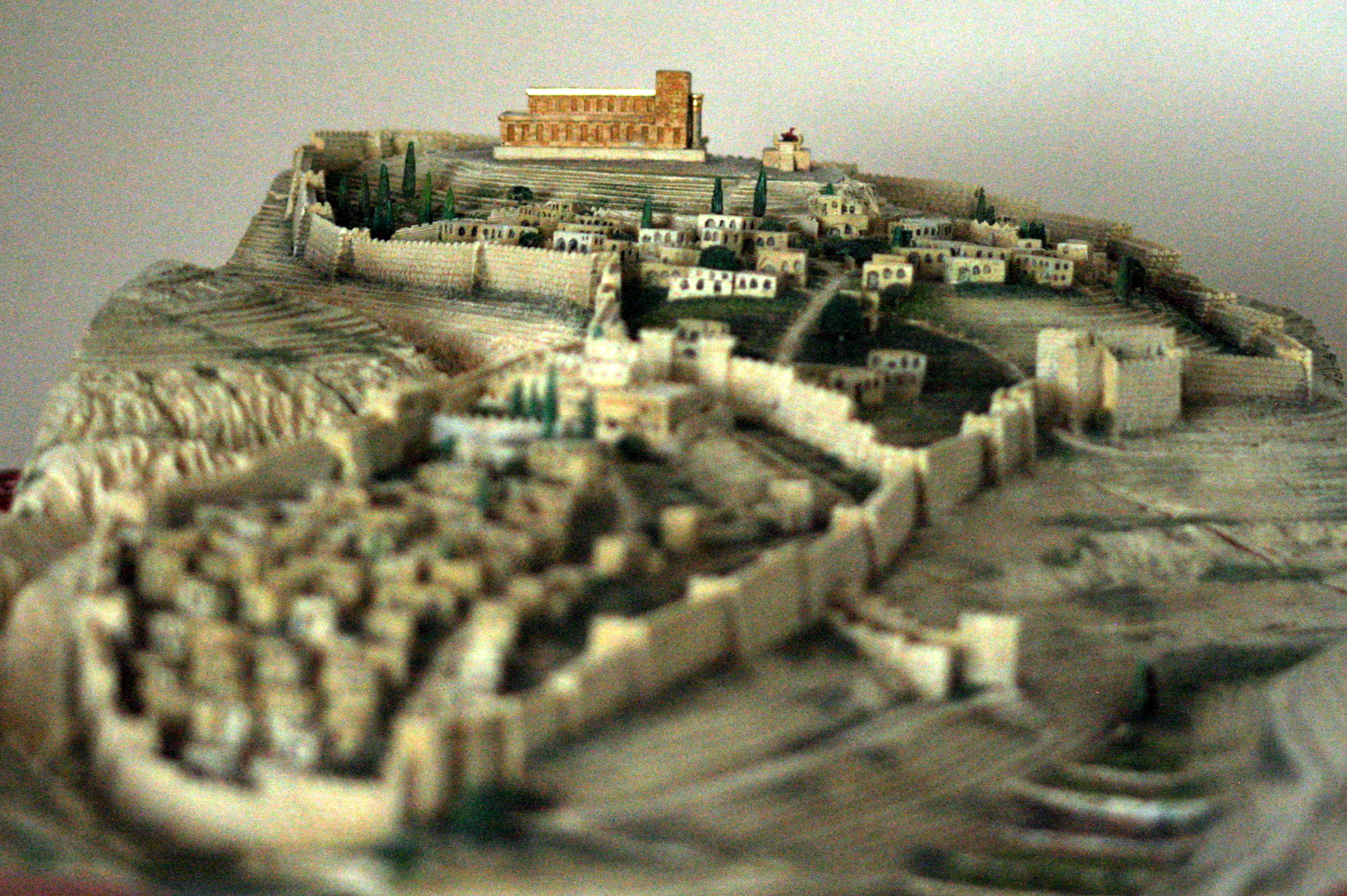
Reconstrucció moderna de Jerusalem durant el segle X aC, que mostra el temple de Salomó, que es trobava al lloc abans de la construcció del Segon Temple.

El nucli original del llibre de Nehemies, les memòries en primera persona, podria haver-se combinat amb el nucli del llibre d'Esdres al voltant del 400 aC. L'edició posterior probablement va continuar fins a l'època hel·lenística.
Basat en el relat bíblic, després del retorn de la captivitat de Babilònia, es van prendre arranjaments immediatament per reorganitzar la desolada província de Yehud després de la desaparició del Regne de Judà setanta anys abans. El cos de pelegrins, formant una banda de 42.360, havent completat el llarg i trist viatge d'uns quatre mesos, des de la riba de l'Eufrates fins a Jerusalem, es va veure animat en tots els seus actes per un fort impuls religiós i, per tant, un de les seves primeres preocupacions va ser restaurar la seva antiga casa de culte reconstruint el seu temple destruït
A invitació de Zorobabel, el governador, que els va mostrar un exemple notable de liberalitat aportant personalment 1.000 dàrics d'or, a més d'altres dons, el poble va abocar els seus dons al tresor sagrat amb gran entusiasme. Primer van aixecar i dedicar l'altar de Déu al lloc exacte on havia estat abans, i després van netejar els munts carbonitzats de runes que ocupaven el lloc de l'antic temple; i el segon mes del segon any (535 aC), enmig d'una gran emoció i alegria pública, es van posar els fonaments del Segon Temple. Es va sentir un gran interès en aquest gran moviment, tot i que va ser vist amb sentiments contradictoris pels espectadors.
Els samaritans volien ajudar amb aquesta feina, però Zorobabel i els ancians van declinar aquesta cooperació, sentint que els jueus havien de construir el temple sense ajuda. Immediatament es van estendre males notícies sobre els jueus. Segons Esd 4:5, els samaritans van intentar "frustrar el seu propòsit" i van enviar missatgers a Ecbàtana i Susa, amb el resultat que l'obra va ser suspesa.
Set anys més tard, Cir el Gran, que va permetre als jueus tornar a la seva terra natal i reconstruir el Temple, va morir, i va ser succeït pel seu fill Cambises. A la seva mort, el "fals Smerdis", un impostor, va ocupar el tron durant uns set o vuit mesos, i després Darios es va convertir en rei (522 aC). El segon any del seu govern es va reprendre l'obra de reconstrucció del temple i es va portar endavant fins a la seva finalització, sota l'estímul dels sincers consells i admonicions dels profetes Ageu i Zacaries. Estava llest per a la consagració a la primavera del 516 aC, més de vint anys després del retorn de la captivitat. El temple es va acabar el tercer dia del mes d'adar, l'any sisè del regnat de Darius, enmig de grans alegries per part de tot el poble, encara que era evident que els jueus ja no eren un poble independent, sinó que estaven sotmesos a una potència estrangera. El Llibre d'Ageu inclou una predicció que la glòria del Segon Temple seria més gran que la del primer. Encara que el Temple podria haver estat consagrat l'any 516, la construcció i l'expansió poden haver continuat fins al 500 aC.
Alguns dels artefactes originals del temple de Salomó no s'esmenten a les fonts després de la seva destrucció l'any 586 aC, i es presumeixen perduts. El Segon Temple no tenia els següents articles sagrats:
- L'Arca de l'Aliança[5][9] que contenia les Tauletes de Pedra, davant de les quals es col·locaven el pot de mannà i la vara d'Aaron[9]
- L'Urim i el Tumim[5][9] (objectes d'endevinació continguts en el Hoshen)
- L'oli sant[9][8]
- El foc sagrat[5][9]

Al Segon Temple, el Sant dels Sants (Kodesh Hakodashim) estava separat per cortines en lloc d'un mur com al Primer Temple. Tot i així, com al Tabernacle, el Segon Temple incloïa:
- La Menorah (làmpada daurada) per al Hekhal
- La Taula del Pan de Mostra
- L'altar d'or de l'encens, amb encensers d'or[9]

Segons la Mixnà, la "Pedra de la Fundació" es trobava on hi havia l'Arca, i el Summe Sacerdot hi va posar el seu encenser el Iom Kippur.
El Segon Temple també incloïa molts dels vasos d'or originals que havien estat pres pels babilonis però restaurats per Cir el Gran. Segons el Talmud babilònic tanmateix, el Temple no tenia la Shekhinah (l'habitatge o la presència divina de Déu) i el Ruach HaKodesh (esperit sant) presents al Primer Temple.

## Literatura rabínica
La literatura rabínica tradicional afirma que el Segon Temple va durar 420 anys i, basant-se en l'obra del segle ii Seder Olam Rabbah va construir la construcció l'any 356 aC (3824 aC), 164 anys més tard que les estimacions acadèmiques, i la destrucció l'any 68 aC (3828 AM).
El cinquè ordre, o divisió, de la Mixnà, coneguda com a Kodaixim, proporciona descripcions i discussions detallades de les lleis religioses relacionades amb el servei del temple, inclosos els sacrificis, el temple i els seus mobles, així com els sacerdots que portaven a terme els deures i les cerimònies. del seu servei. Els tractats de l'orde tracten sobre els sacrificis d'animals, ocells i ofrenes de menjar, les lleis de portar un sacrifici, com ara l'ofrena pel pecat i l'ofrena per la culpa, i les lleis d'apropiació indeguda de la propietat sagrada. A més, l'ordre conté una descripció del Segon Temple (tractat Midot), i una descripció i regles sobre el servei de sacrifici diari al temple (tractat Tamid).

## Rededicació dels Macabeus
Després de la conquesta de Judea per Alexandre el Gran, va passar a formar part del Regne Ptolemaic d'Egipte fins al 200 aC, quan el rei selèucida Antíoc III el Gran de Síria va derrotar el faraó Ptolemeu V Epífanes a la batalla de Paneion.
El 167 aC, Antíoc IV Epífanes va ordenar que s'erigís un altar a Zeus al temple. També, segons Josep, "va obligar els jueus a dissoldre les lleis del país, a mantenir els seus infants incircumcisos i a sacrificar carn de porc a l'altar; contra la qual tots es van oposar, i els més aprovats d'entre ells van ser condemnats a mort." Després de la revolta dels Macabeus contra l'imperi selèucida, el Segon Temple va ser rededicat i es va convertir en el pilar religiós del regne jueu asmoneu, així com culturalment associat amb la festa jueva de Hanukkà.

## Dinastia asmonea i conquesta romana
Hi ha algunes evidències de l'arqueologia que es van fer nous canvis en l'estructura del temple i el seu entorn durant el domini asmoneà. Salomé Alexandra, la reina del regne asmoneu va nomenar el seu fill gran Hircà II com a Summe Sacerdot de Judea. El seu fill petit Aristòbul II estava decidit a tenir el tron, i tan aviat com ella va morir, ell es va apoderar del tron. Hircan, que era el següent en la successió, va acceptar conformar-se amb ser Summe Sacerdot. Antípatre, el governador d'Idumæa, va animar Hircan a no renunciar al seu tron. Finalment, Hircan va fugir a Aretes III, rei dels nabateus, i va tornar amb un exèrcit per recuperar el tron. Va vèncer Aristòbul i va assetjar Jerusalem. El general romà Pompeu, que es trobava a Síria lluitant contra els armenis durant la Tercera Guerra Mitridàtica, va enviar el seu lloctinent a investigar el conflicte de Judea. Tant Hircan com Aristòbul li van demanar suport. Pompeu no va ser diligent a l'hora de prendre una decisió sobre això, cosa que va fer que Aristòbul marxés. Va ser perseguit per Pompeu i es va rendir, però els seus seguidors van tancar Jerusalem a les forces de Pompeu. Els romans van assetjar i va capturar la ciutat l'any 63 aC. Els sacerdots van continuar amb les pràctiques religioses a l'interior del Temple durant el setge. El temple no va ser saquejat ni perjudicat pels romans. El mateix Pompeu, potser sense voler, va entrar al Sant dels Sants i l'endemà va ordenar als sacerdots que purifiquessin el Temple i reprenguessin les pràctiques religioses.

## El Temple d'Herodes

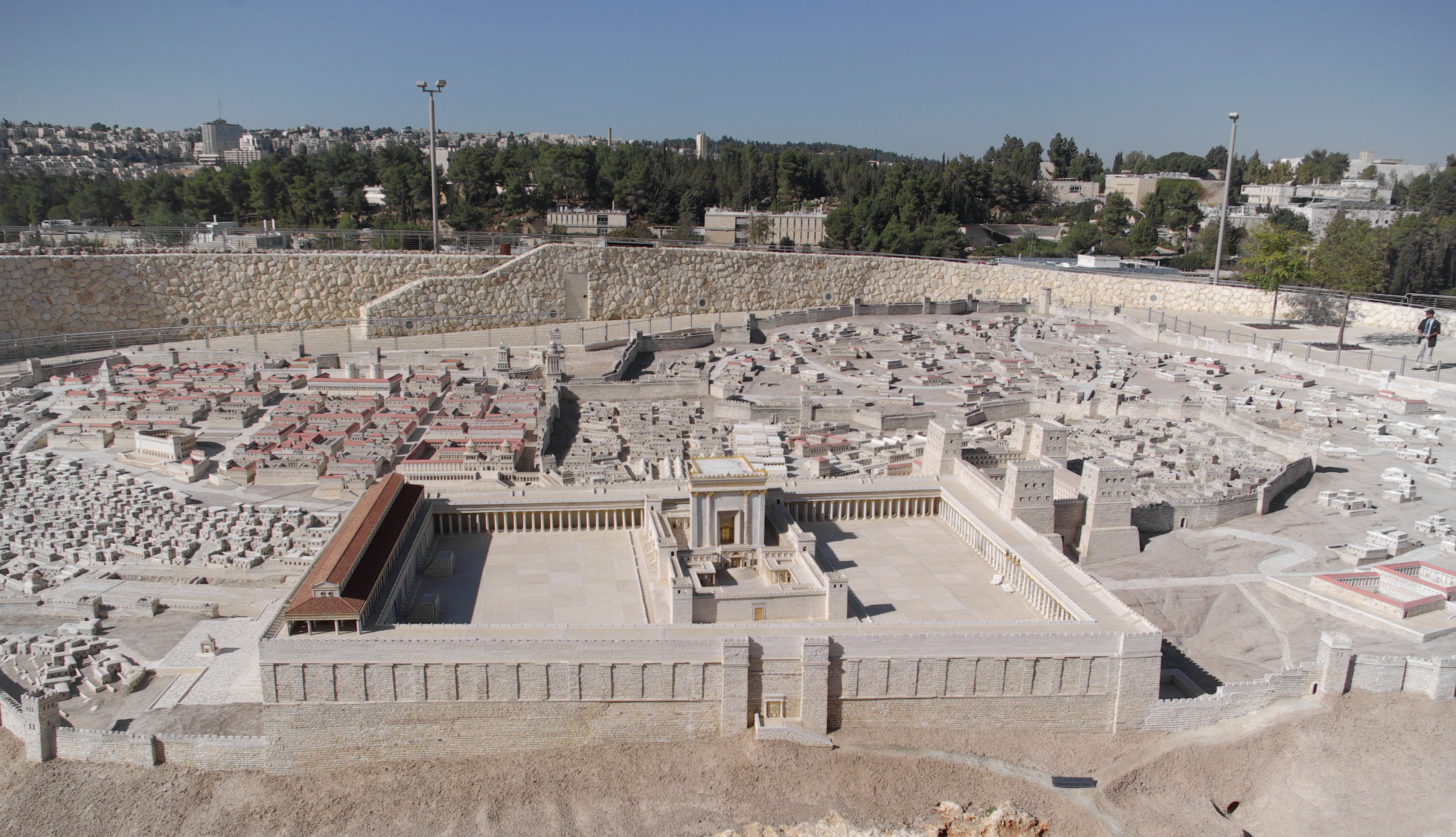
El temple d'Herodes tal com s'imagina a la Maqueta de Jerusalem del Segon Temple; a l'est a la part inferior.

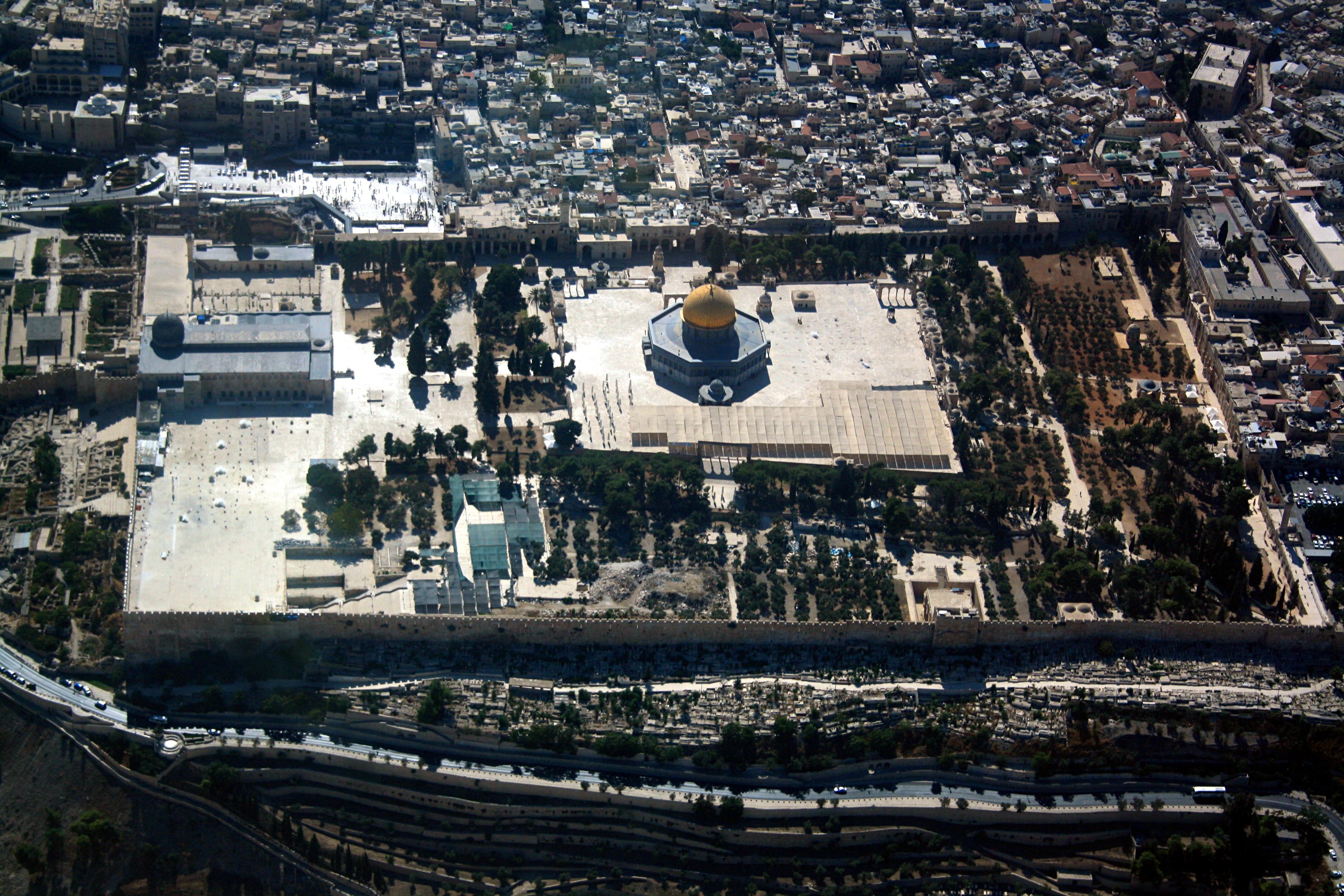
Vista de la Muntanya del Temple l'any 2013; a l'est a la part inferior

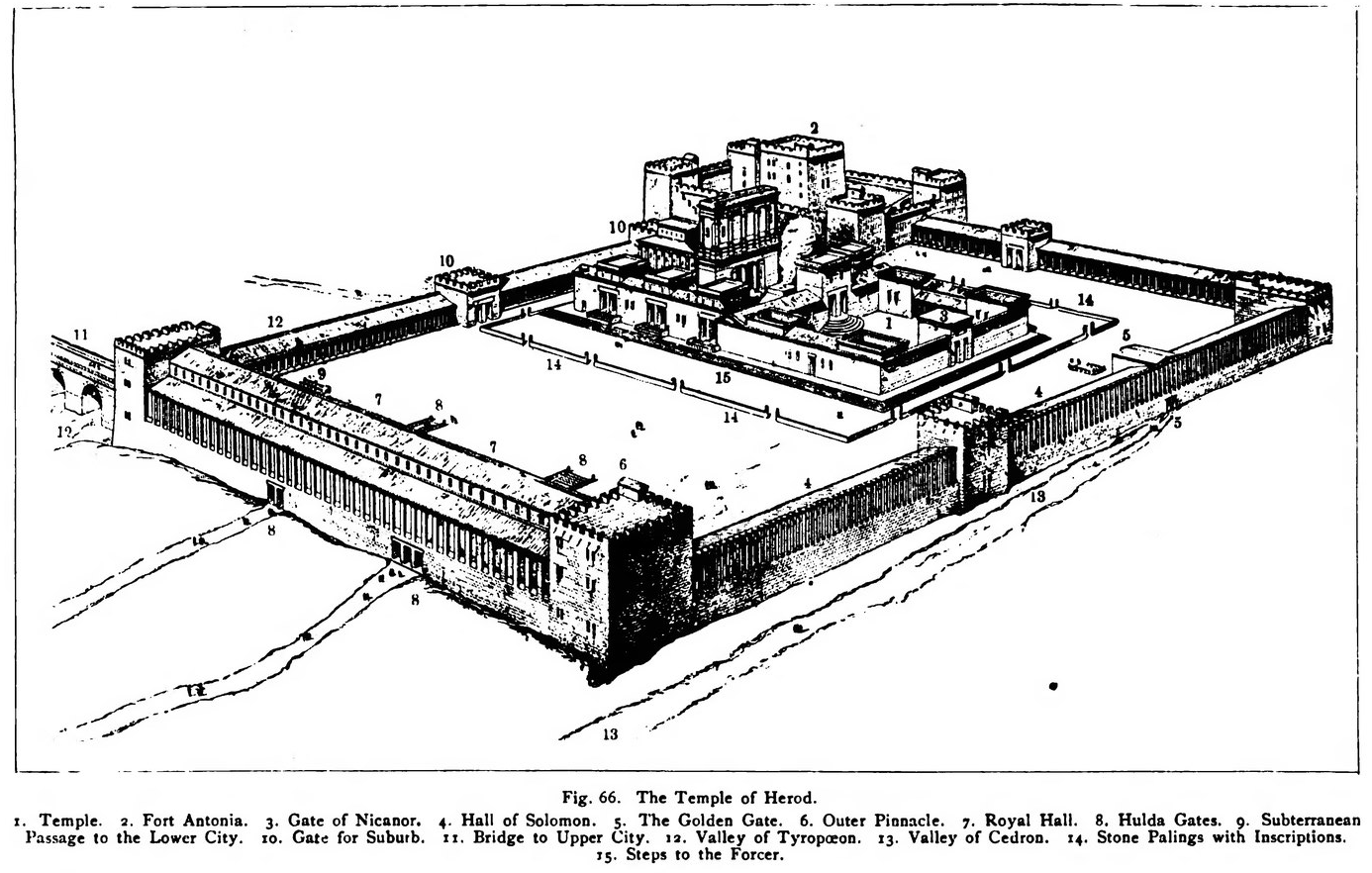
El temple d'Herodes de La presentació al temple (1910)

### Expansió de Temenos, data i durada
La reconstrucció del temple sota Herodes va començar amb una expansió massiva del Mont del Temple temenos. Per exemple, el complex del Mont del Temple va mesurar inicialment 7 hectàrees (17 acres), però Herodes el va ampliar a 14,4 hectàrees (36 acres) i així va duplicar la seva superfície. L'obra d'Herodes al Temple es data generalment del 20/19 aC fins a l'12/11 o 10 aC. L'escriptor Bieke Mahieu data l'obra dels recintes del Temple del 25 aC i la de l'edifici del Temple el 19 aC, i situa la dedicació d'ambdós el novembre del 18 aC.
El culte religiós i els rituals del temple van continuar durant el procés de construcció. Es va fer un acord entre Herodes i les autoritats religioses jueves: els rituals de sacrificis, anomenats korbanot (ofrenes), s'havien de continuar sense parar durant tot el temps de construcció, i el mateix temple seria construït pels sacerdots. Aquesta és la raó per la qual el temple d'Herodes encara es considera com el segon; el funcionament no es va aturar, tot i que era el tercer edifici que complia el propòsit.

### Extensió i finançament
L'antic temple construït per Zorobabel va ser substituït per un magnífic edifici. El temple d'Herodes va ser un dels projectes de construcció més grans del segle I aC. Josep registra que Herodes estava interessat a perpetuar el seu nom a través de projectes de construcció, que els seus programes de construcció eren extensos i pagats amb forts impostos, però que la seva obra mestra era el Temple de Jerusalem.
Més tard, el sicle del santuari fou re-instituït per donar suport al temple com a impost del temple.

### Elements

#### Plataforma, subestructures, murs de contenció
El mont Moriah tenia un altiplà a l'extrem nord, i baixava fortament al vessant sud. Era el pla d'Herodes que tota la muntanya es convertís en una plataforma quadrada gegant. La Muntanya del Temple va ser destinada originalment tindria 1.600 peus (490 m) d'ample per 900 peus (270 m) d'ample per 9 pisos d'alçada, amb parets de fins a 16 peus (4,9 m) de gruix, però mai s'havia acabat. Per completar-lo, es va cavar una rasa al voltant de la muntanya i es van col·locar enormes "maons" de pedra. Alguns d'aquests pesaven més de 100 tones, el més gran mesurava 44,6 per 11 per 16,5 peus (13,6 m × 3,4 m × 5,0 m) i pesava aproximadament entre 567 i 628 tones.
El rei Herodes va fer planejar la construcció a arquitectes de Grècia, Roma i Egipte. Els blocs es van extreure presumiblement utilitzant piquetes per crear canals. Després van martellejar bigues de fusta i les van rentar amb aigua per forçar-les a sortir. Un cop retirades, es tallaven en quadrats precisos i es numeraven a la pedrera per indicar on estarien instal·lades. La talla final s'hauria fet utilitzant pedres més dures per tallar-les o cisellar-les per crear juntes precises. S'haurien transportat amb bous i carros especialitzats. Com que la pedrera estava amunt del temple tenien la gravetat al costat però calia tenir cura de controlar el descens. La instal·lació final s'hauria fet mitjançant politges o grues. Les politges i les grues romanes no eren prou fortes per aixecar els blocs sols, de manera que poden haver utilitzat diverses grues i palanques per col·locar-los.
El projecte va començar amb la construcció de voltes subterrànies gegants sobre les quals es construiria el temple perquè pogués ser més gran que la petita zona plana a la part superior del mont Moriah. El nivell del sòl en aquell moment estava almenys 20 peus (6,1 m) per sota del nivell actual, com es pot veure caminant pels túnels del Mur Occidental. La llegenda diu que la construcció de tot el conjunt va durar només tres anys, però fonts escrites com Flavi Josep diuen que va trigar molt més, encara que el mateix Temple potser només ha trigat tant. Durant una visita de Pasqua de Jesús, li van dir que feia 46 anys que estava en construcció.

### L'atri dels gentils
La cort dels gentils era principalment un basar, amb venedors que venien records, animals de sacrifici i menjar. També s'intercanviava moneda, amb moneda romana per diners tiris, com també s'esmenta al relat del Nou Testament de Jesús i els canvistes, quan Jerusalem estava plena de pelegrins jueus que havien vingut per la Pasqua, potser entre 300.000 i 400.000.
Per sobre de les portes de Huldah, a la part superior dels murs del temple, hi havia l'Estoa Reial, una gran basílica elogiada per Josep com "més digne d'esment que qualsevol altra [estructura] sota el sol"; la seva part principal era una llarga Sala de Columnes que inclou 162 columnes, estructurades en quatre fileres.

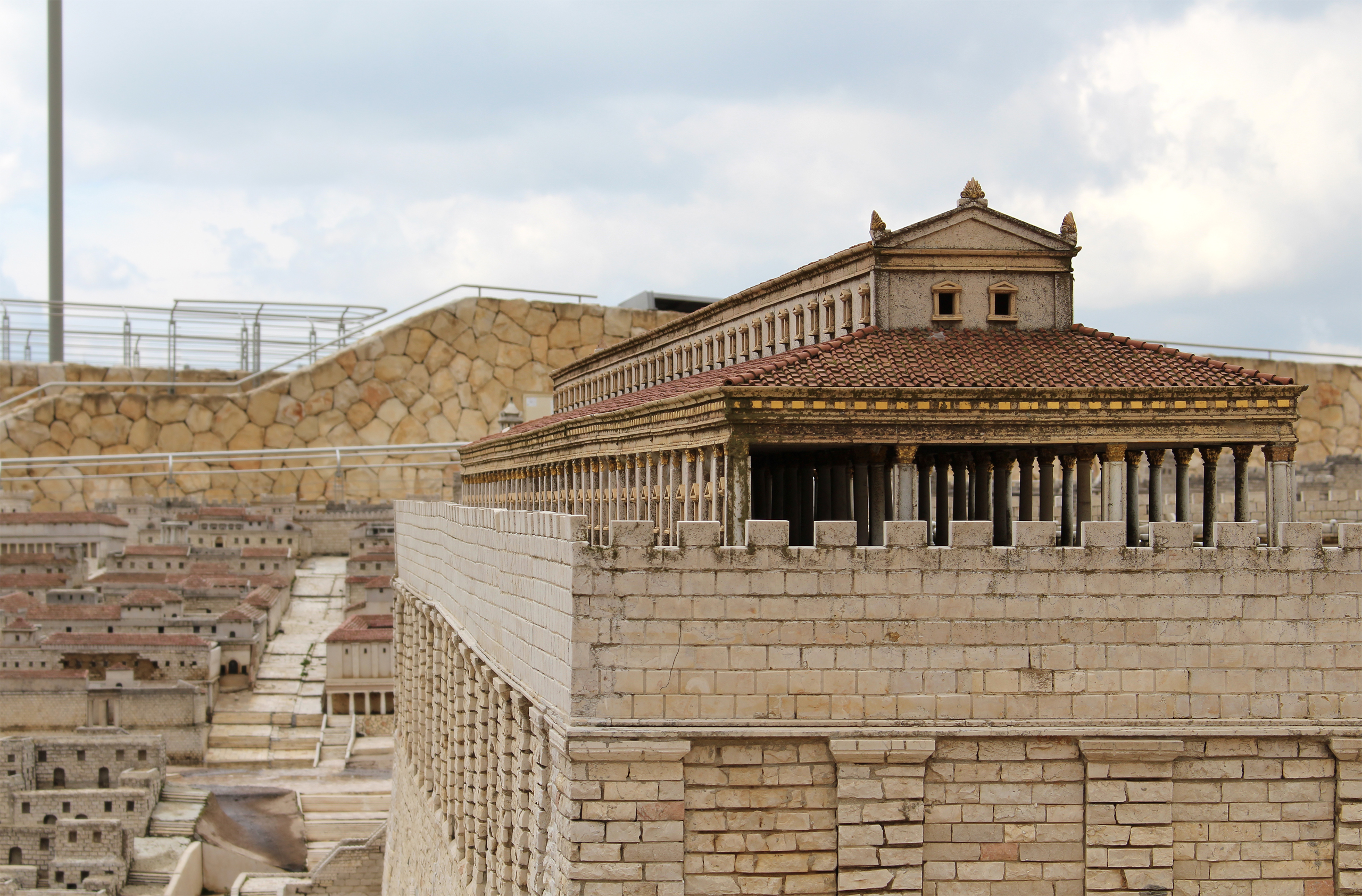
L'estoa reial a la Maqueta de Jerusalem

L'Estoa reial Stoa Reial és àmpliament acceptada per formar part de l'obra d'Herodes; tanmateix, les troballes arqueològiques recents als túnels del Mur Occidental suggereixen que va ser construïda al segle i durant el regnat d'Agripa, a diferència del segle i aC.

#### Pinacle
Els relats de la temptació de Crist als evangelis de Mateu i Lluc suggereixen que el Segon Temple tenia un o més "pinacles":
| « | Després [ Satanàs ] el conduí a Jerusalem, el va posar dalt de tot del temple i li digué: Si ets Fill de Déu, tira't daltabaix. | » |

La paraula grega utilitzada és πτερυγιον (pterugion), que literalment significa torre, muralla o pinacle. Segons Strong's Concordance pot significar una ala petita, o per extensió qualsevol cosa com una ala com un merlet o un parapet. L'arqueòleg Benjamin Mazar va pensar que es referia a l'angle sud-est del temple amb vistes a la vall del Cedró.

#### Patis interiors
Segons Flavi Josep, hi havia deu entrades als patis interiors, quatre al sud, quatre al nord, una a l'est i una que conduïa d'est a oest des de l'atri de les dones fins a l'atri dels israelites, anomenada Porta Nicanor. Segons Flavi Josep, Herodes el Gran va erigir una àguila daurada sobre la gran porta del Temple.

## Pelegrinatges
Jueus de parts llunyanes de l'Imperi Romà arribaven amb vaixell al port de Jaffa, on s'unirien a una caravana per a la caminada de tres dies a la Ciutat Santa i després trobaven llotjament en un dels molts hotels o hostaleries. Després van canviar part dels seus diners de la moneda estàndard grega i romana profana per diners jueus i tiris, aquests dos últims considerats religiosos.

## Destrucció

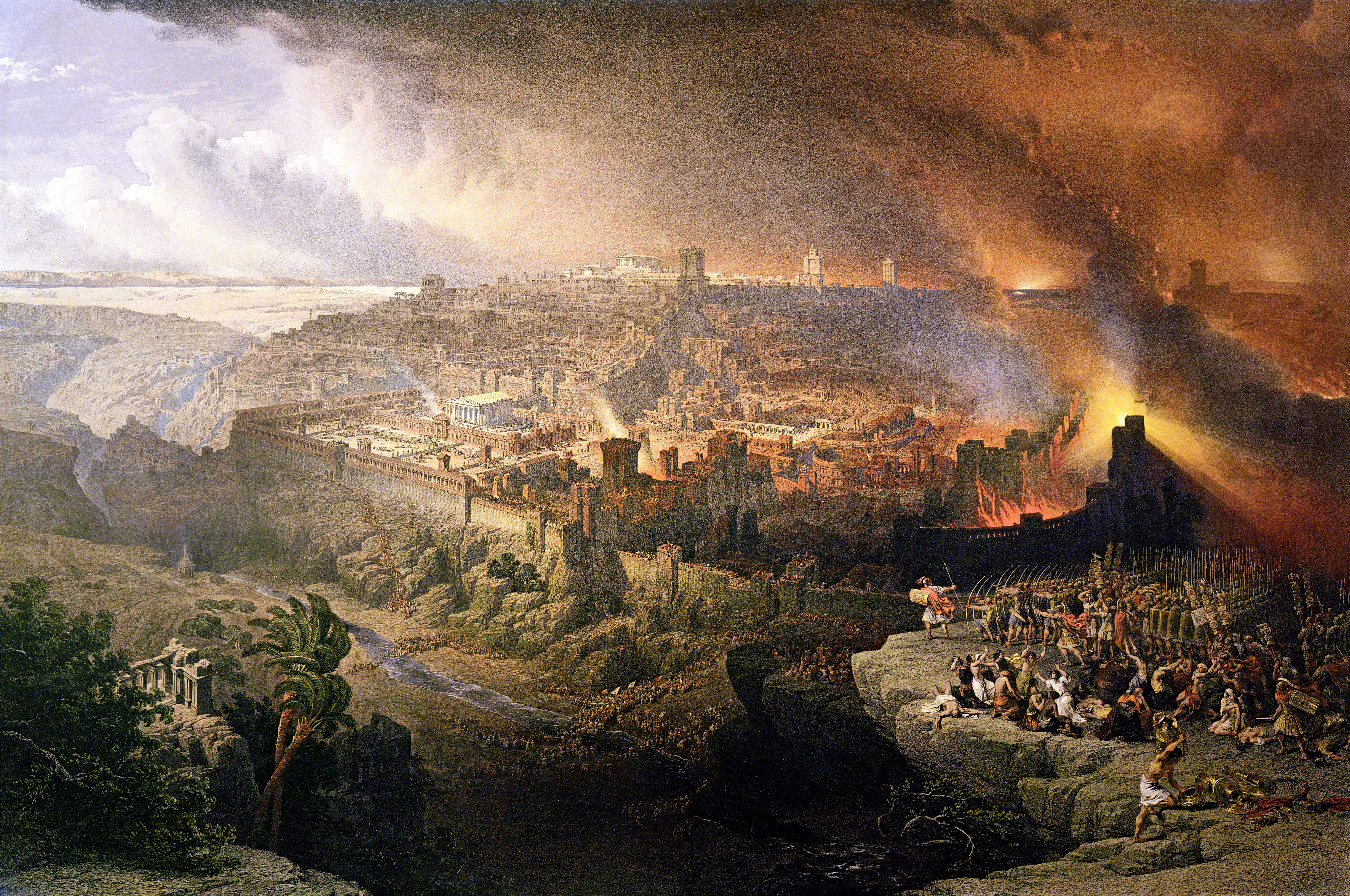
Setge i destrucció de Jerusalem pels romans (pintura de 1850 de David Roberts). Mirant al sud-oest

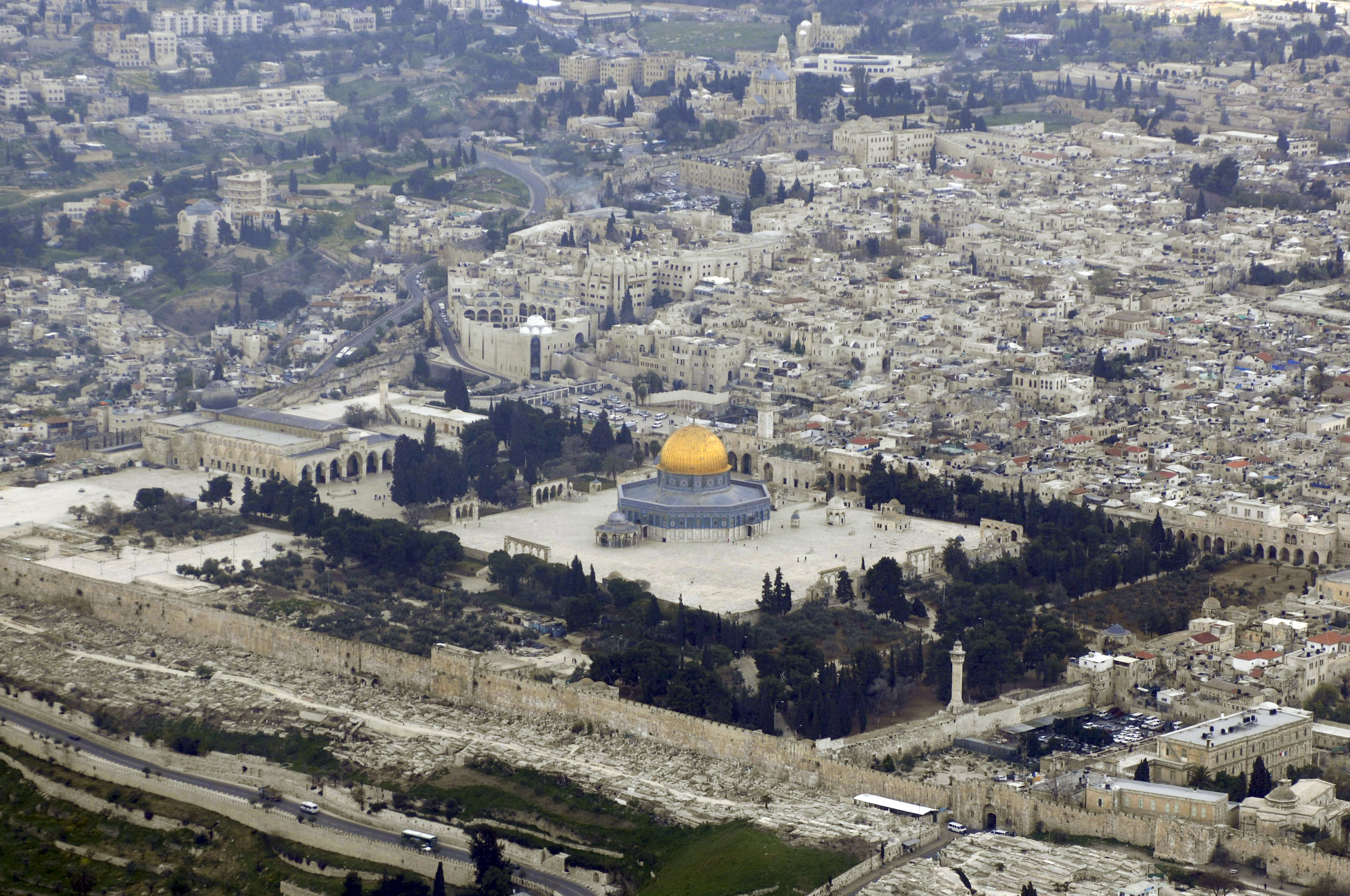
Vista actual de la Muntanya del Temple mirant al sud-oest, amb la cúpula daurada de la Roca visible al centre i la mesquita d'Al-Aqsa a l'esquerra més enllà d'alguns arbres. Es poden veure parts de la Ciutat Vella de Jerusalem al voltant de la Muntanya.

L'any 66 dC la població jueva es va rebel·lar contra l'Imperi Romà. Quatre anys més tard, el 4 d'agost de 70 dC (el 9è dia d'Av i possiblement el dia en què es va observar Tixà be-Av) o el 30 d'agost de 70 dC, les legions romanes sota Tit Flavi Sabí Vespasià van reconquerir i destruir gran part de Jerusalem i el Segon Temple. L'Arc de Titus, que va ser construït a Roma per commemorar la victòria de Titus a Judea, representa una processó de la victòria romana amb soldats portant el botí del Temple, inclosa la Menorah. Segons una inscripció al Coliseu, l'emperador Vespasià va construir el Coliseu amb botí de guerra l'any 79 dC, possiblement a partir del botí del Segon Temple.
Les sectes del judaisme que tenien la seva base al Temple van disminuir en importància, incloent el sacerdoci i els saduceus.
El Temple es trobava al lloc del que avui és la Cúpula de la Roca. Les portes donaven a prop de la mesquita d'Al-Aqsa (que va arribar molt més tard). Encara que els jueus van continuar habitant la ciutat destruïda, l'emperador Hadrià va establir una nova ciutat anomenada Èlia Capitolina. Al final de la revolta de Bar Kokhba l'any 135 dC, moltes de les comunitats jueves van ser massacrades i se'ls va prohibir als jueus viure dins de Jerusalem. A l'antic lloc del temple d'Herodes es va instal·lar un temple romà pagà.
Els relats històrics relaten que no només el temple jueu va ser destruït, sinó també tota la ciutat baixa de Jerusalem. Tot i així, segons Flavi Josep, Titus no va arrasar totalment les torres (com ara la Torre de Phasael, ara erròniament anomenada Torre de David), conservant-les com a record de la força de la ciutat. El Midrash Rabba (Eikha Rabba 1:32) relata un episodi semblant relacionat amb la destrucció de la ciutat, segons el qual Rabban Yohanan ben Zakai, durant el setge romà de Jerusalem, va demanar a Vespasià que estalviés el les portes més occidentals de la ciutat (Hebreu : פילי מערבאה) que condueix a Lydda (Lod). Quan la ciutat va ser finalment presa, els auxiliars àrabs que havien lluitat al costat dels romans sota el seu general, Fanjar, també van salvar la muralla més occidental de la destrucció.
L'escatologia jueva inclou la creença que el Segon Temple serà substituït per un futur Tercer Temple a Jerusalem.

## Arqueologia

### Inscripcions d'advertència del temple
El 1871, una pedra tallada de 60 cm × 90 cm (24 polzades × 35 polzades) i gravada amb uncials grecs va ser descoberta prop d'un atri a la Muntanya del Temple a Jerusalem i va ser identificada per Charles Simon Clermont-Ganneau com la inscripció d'advertència del temple. La inscripció en pedra esbossava la prohibició que s'estenia a aquells que no eren de la nació jueva de procedir més enllà del soreg que separa el tribunal més gran dels gentils i els patis interiors. La inscripció es deia en set línies:
ΜΗΟΕΝΑΑΛΛΟΓΕΝΗΕΙΣΠΟ

ΡΕΥΕΣΟΑΙΕΝΤΟΣΤΟΥΠΕ

ΡΙΤΟΙΕΡΟΝΤΡΥΦΑΚΤΟΥΚΑΙ

ΠΕΡΙΒΟΛΟΥΟΣΔΑΝΛΗ

ΦΘΗΕΑΥΤΩΙΑΙΤΙΟΣΕΣ

ΤΑΙΔΙΑΤΟΕΞΑΚΟΛΟΥ

ΘΕΙΝΘΑΝΑΤΟΝ
Traducció: No deixeu que cap estranger entri més enllà del parapet i de la partició que envolta el precinte del Temple. Qualsevol pres [violant-ho] serà condemnat a mort.
Avui, la pedra es conserva al Museu d'Antiguitats d'Istanbul.
El 1935 es va trobar un fragment d'una altra inscripció similar d'advertència del temple.

### Lloc de la trompeta
Una altra inscripció antiga, conservada parcialment en una pedra descoberta sota l'angle sud-oest del mont Herodià, conté les paraules "al lloc de la trompeta...". La forma de la pedra suggereix que formava part d'un parapet, i s'ha interpretat que pertanyia a un punt de la muntanya descrit per Josep, "on un dels sacerdots s'aixecava i avisava, amb el so de la trompeta, a la tarda de l'aproximació, i al vespre següent del tancament, de cada setè dia..." s'assembla molt al que diu el Talmud.

### Muralles i portes del complex del Temple
Després de 1967, els arqueòlegs van trobar que la muralla s'estenia al voltant del Mont del Temple i forma part de la muralla de la ciutat prop de la Porta dels Lleons. Així, la part restant de la Muntanya del Temple no és només el Mur Occidental. Actualment, l'arc de Robinson (anomenat en honor del nord-americà Edward Robinson) segueix sent l'inici d'un arc que abastava el buit entre la part superior de la plataforma i el terreny més alt més llunyà. Els visitants i els pelegrins també entraven per les portes encara existents, però ara tapes, del costat sud que conduïen a través de columnes fins a la part superior de la plataforma. El mur sud va ser dissenyat com una gran entrada. Les recents excavacions arqueològiques han trobat nombrosos mikvehs (banys rituals) per a la purificació ritual dels fidels, i una gran escala que condueix a una de les entrades ara bloquejades.

### Estructures subterrànies
A l'interior dels murs, la plataforma estava sostinguda per una sèrie d'arcs adovellats, actualment anomenats Estables de Salomó, que encara existeixen. La seva actual renovació per part del Waqf és extremadament controvertida.

### La pedrera
El 25 de setembre de 2007, Yuval Baruch, arqueòleg de l'Autoritat d'Antiguitats d'Israel, va anunciar el descobriment d'un compost de pedrera que podria haver proporcionat al rei Herodes les pedres per construir el seu temple a la muntanya del Temple. Les monedes, la ceràmica i una estaca de ferro trobades van demostrar que la data de l'explotació era al voltant del 19 aC. L'arqueòleg Ehud Netzer va confirmar que els grans contorns dels talls de pedra són una evidència que es tractava d'un projecte públic massiu realitzat per centenars d'esclaus.

### Enrajolat dels jutjats
Les troballes més recents del projecte de tamisatge del mont del temple inclouen el paviment de rajoles del període del Segon Temple.

### Interpretació de la pedra de Magdala
Es creu que la pedra de Magdala és una representació del Segon Temple tallat abans de la seva destrucció l'any 70.

### Galeria

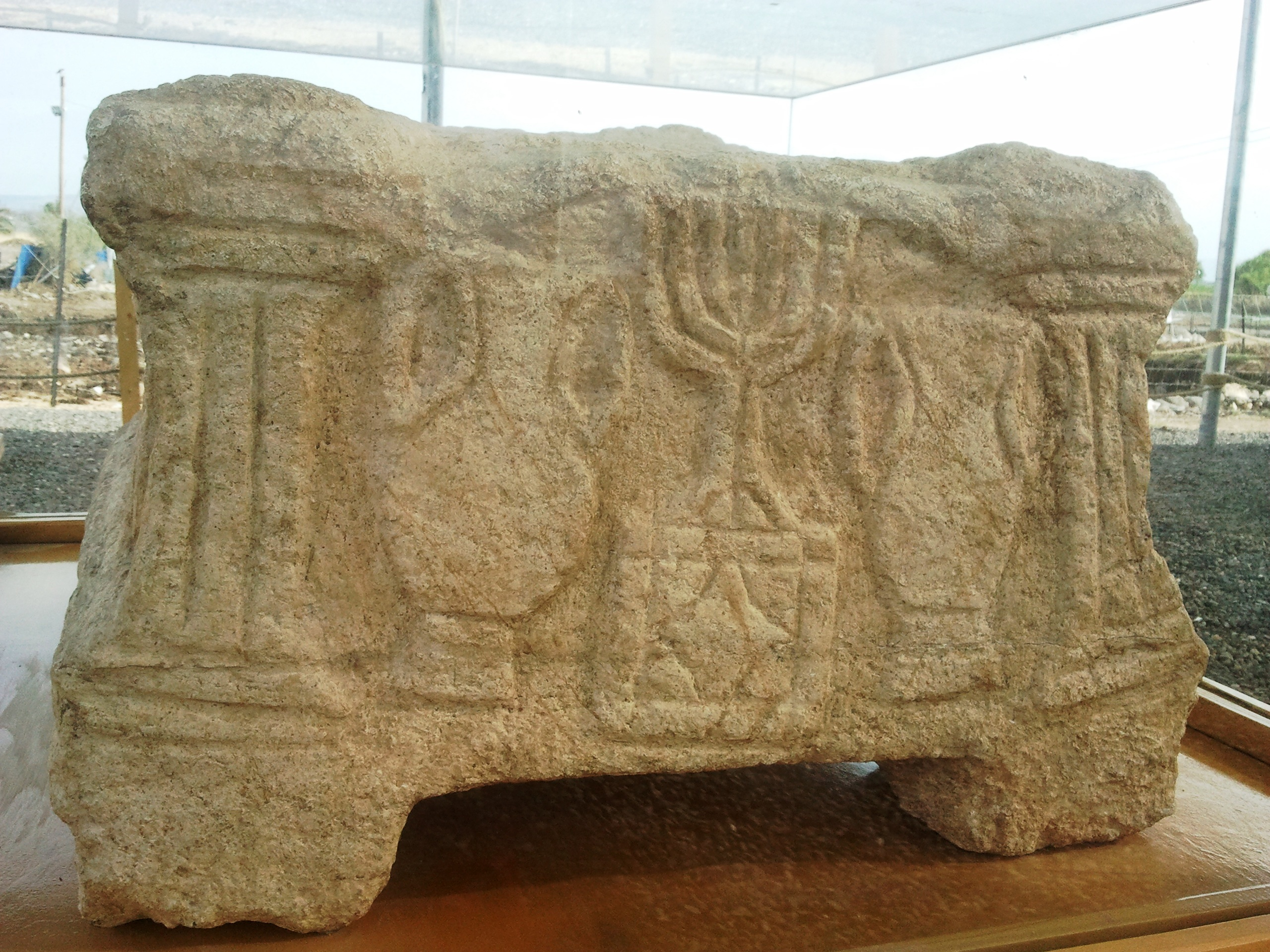
Pedra Magdala
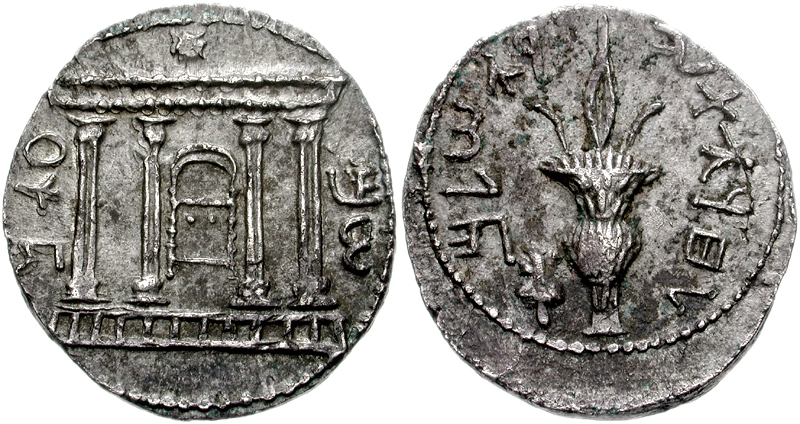
Tetradracma Bar Kokhba que mostra la façana del temple de Jerusalem 132-135 dC
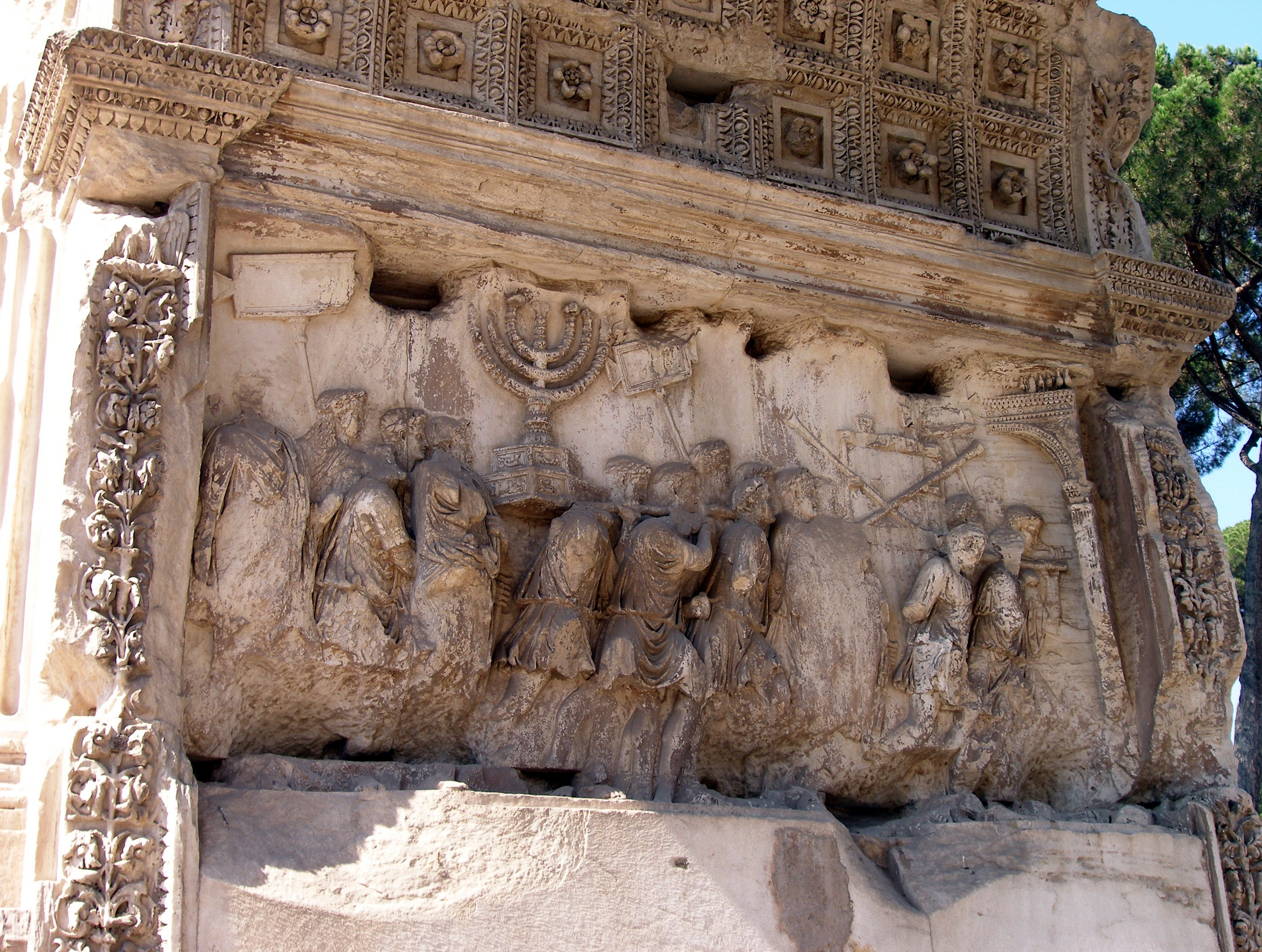
Arc de Titus a Roma que mostra el botí del temple de Jerusalem
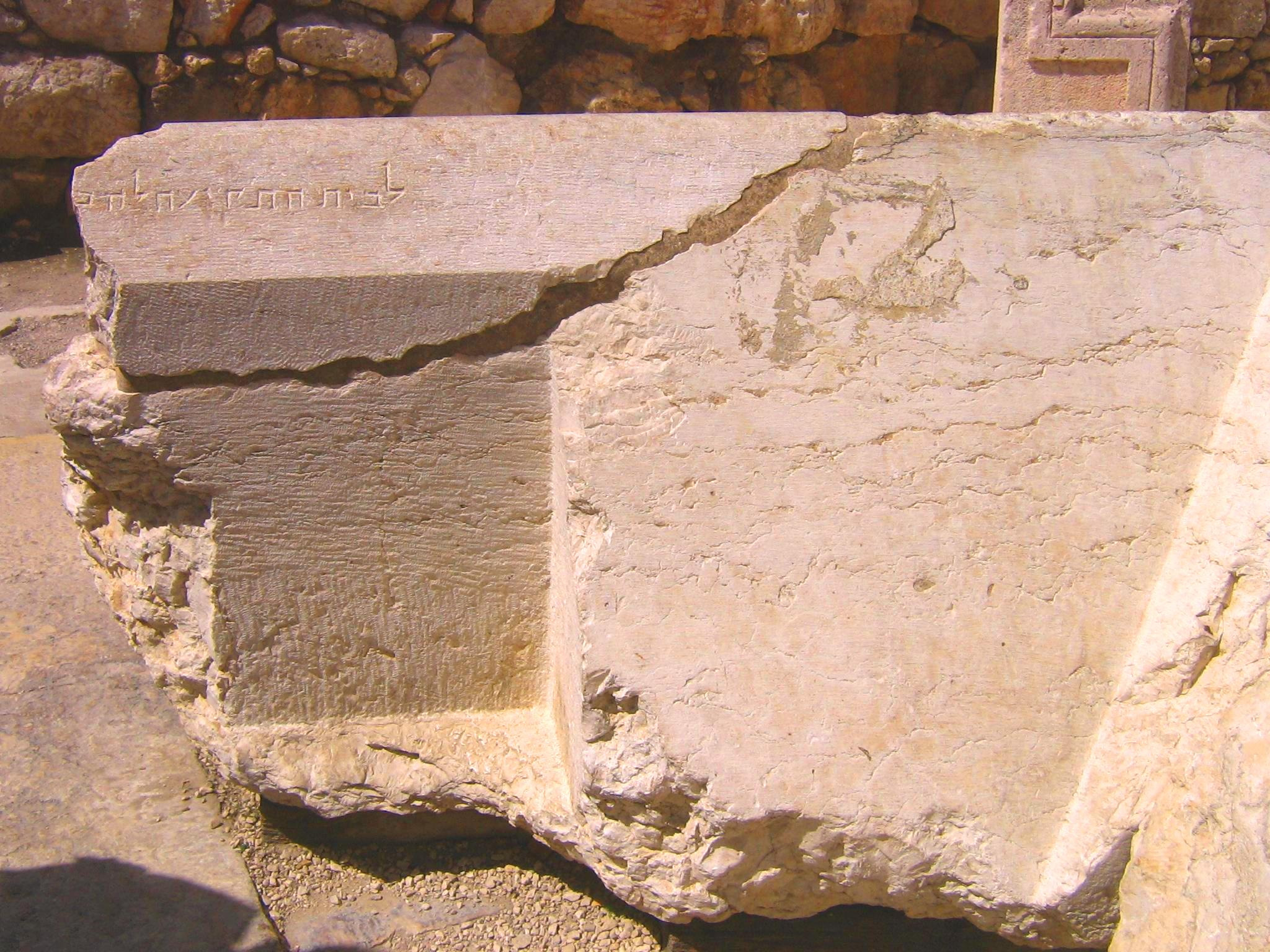
Part de l'angle superior sud-oest de la columnata del temple d'Herodes amb l'antiga inscripció hebrea "Lloc de trompetes".
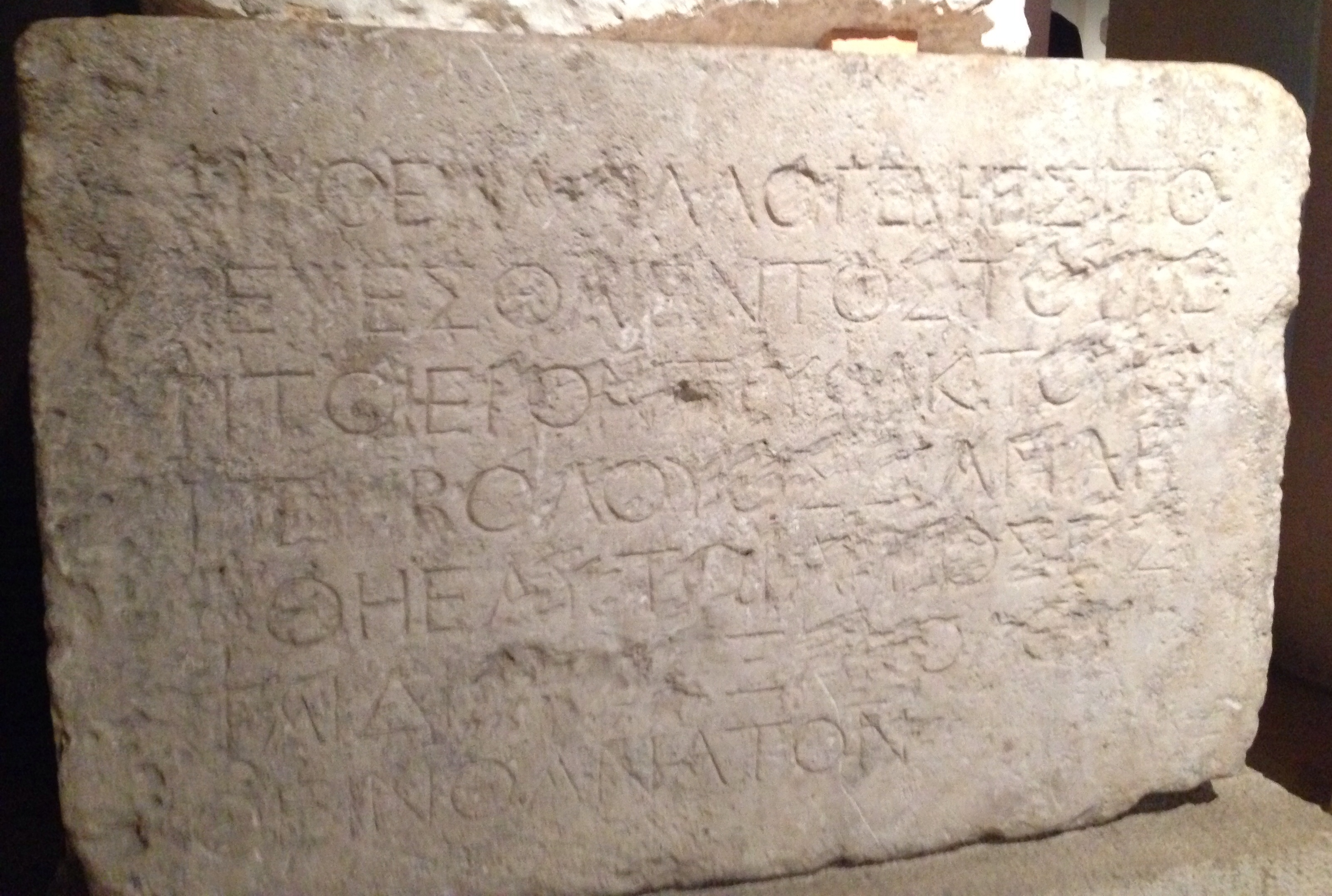
La inscripció d'advertència trobada l'any 1871
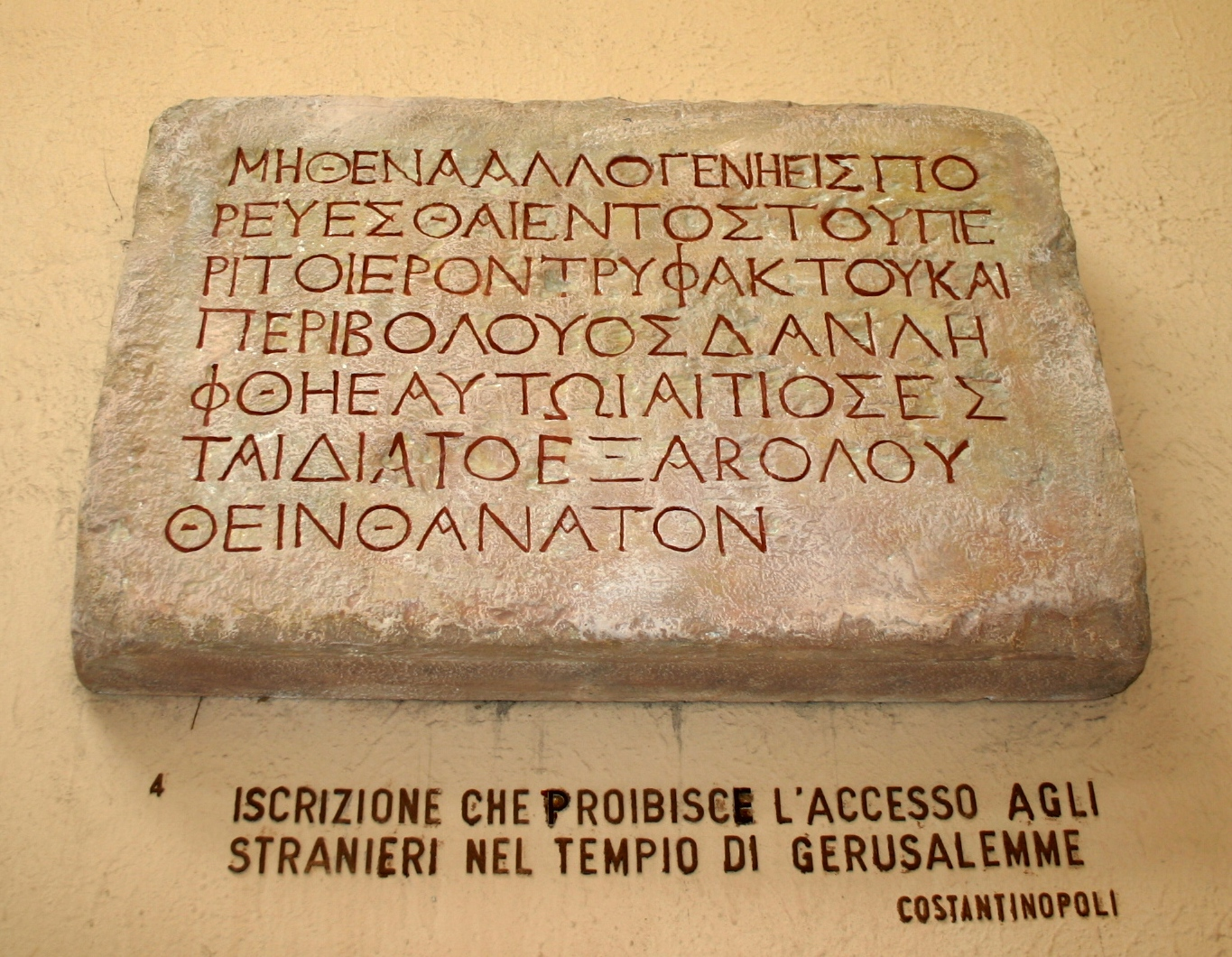
Una còpia de la inscripció d'advertència del temple trobada l'any 1871
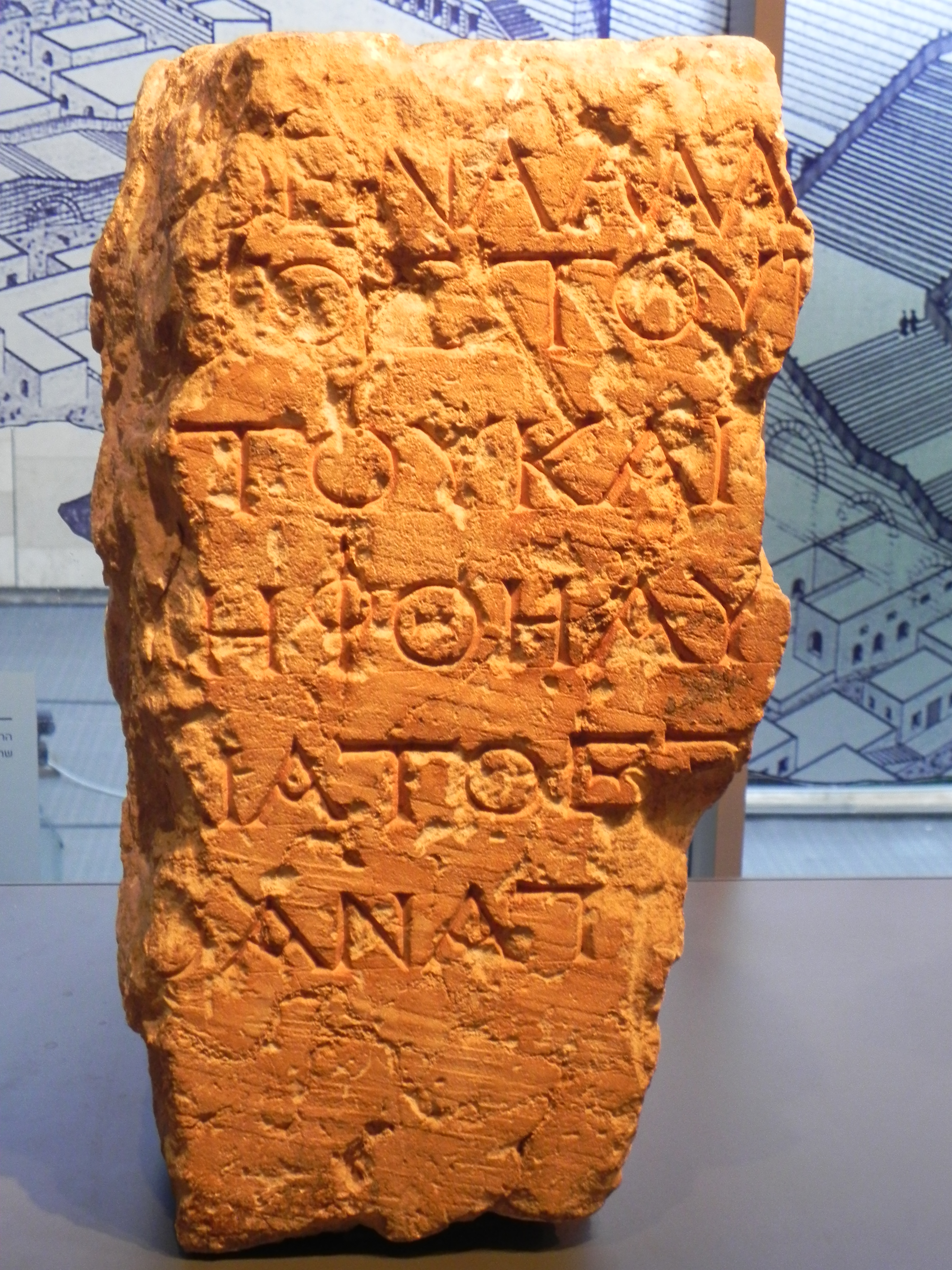
Fragment de l'advertència del segon temple
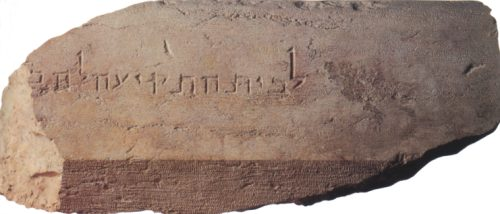
Es creu que la inscripció del Lloc de la Trompeta, una pedra (2,43 m × 1 m (8 peus 0 polzades × 3 peus 3 polzades)) amb la inscripció hebrea "Cap el Lloc de la Trompeta " excavada per Benjamin Mazar al peu sud de la Muntanya del Temple formava part del Segon Temple.

## Judaisme del Segon Temple
El període entre la construcció del Segon Temple l'any 515 aC i la seva destrucció pels romans l'any 70 dC va ser testimoni de grans trastorns històrics i canvis religiosos significatius que afectarien la majoria de les religions abrahàmiques posteriors. Els orígens de l'autoritat de l'Escriptura, de la centralitat de la llei i la moral en la religió, de la sinagoga i de les expectatives apocalíptiques per al futur.